# 22146 Samaan
22146 Samaan (2000 WM23) là một tiểu hành tinh vành đai chính được phát hiện ngày 20 tháng 11 năm 2000 bởi Nhóm nghiên cứu tiểu hành tinh gần Trái Đất phòng thí nghiệm Lincoln ở Socorro.